# Африканские змееглазые сцинки
Африканские змееглазые сцинки (лат. Afroablepharus) — род ящериц из семейства сцинковых.
Виды:
- Afroablepharus duruarum
- Afroablepharus seydeli
- Afroablepharus tancredi
- Afroablepharus wilsoni